# Kabul kan
Kabul kan (mongolsko Хабул хан, Habul han) je bil prvi znani Hamag mongol ulus – vsemogočni vladar vseh Mongolov in Džingiskanov praded, * ni znano, † ni znano.
Ko je armada dinastije Jin vdrla v Mongolijo, da bi odstavila cesarja Jelu Dašija, je Kabul kan njihov napad uspešno odbil. Leta 1135 je jinski cesar Taizong povabil Kabula na svoj dvor, kjer ga je Kabul povlekel za brado. Jinska vojska ga je zato zasledovala do južne Mongolije, vendar mu je uspelo pobegniti in se vrniti z veliko vojsko in opleniti cesarstvo Jin. 
Kabul kan je kljub temu, da je imel sedem sinov, za svojega naslednika izbral Ambagaj kana, sina Senguna Bilgeja iz plemena Tajčuud.